# Татаринов Сергій Йосипович
Татаринов Сергій Йосипович (нар. 26 травня 1948, Артемівськ, Донецька область — 13 серпня 2019, Бахмут) — український археолог та історик. Кандидат історичних наук, «Заслужений працівник культури України», член Національної спілки краєзнавців України, Українського товариства охорони пам'яток історії та культури та Спілки археологів України.

## Біографія
Закінчив історичний факультет ХНУ ім. Каразіна у 1973 р. В 1974 р. С.Татаринов розпочинає дослідження давніх міднорудних копалень Бахмутської улоговини. В 1975 р. дослідник вперше виступає з доповіддю про результати своїх відкритів на засіданні Інституту археології в Києві. З 1976 по 1980 навчався в аспірантурі Інституту археології АН СРСР. Працював вчителем історії у школах Артемівська та Артемівського району. Нагороджений знаком «Відмінник народної освіти України». Помічник-консультант народних депутатів України (1994-98 — В. Ф. Черепкова,2011-12 -О. С. Донія).
Позаштатний консультант Комітету з культури ВР України (1994-98, 2000—2002). В 1996 році удостоєний Указом Президента України звання «Заслужений працівник культури України». У 1983—2000 рр. очолював будівництво та був першим директором Артемівського державного краєзнавчого музею.
Багаторічний член комуністичної партії, писав доноси до КДБ на активістів, з 1993-го року створив та керував у Бахмуті осередком антиукраїнської партії Громадянський Конгрес, яка виступала з сепаратистськими тезами. 
З 2000 року працював у м. Часів Яр, побудував новий Промисловий історико-краєзнавчий музей, створив та керував музеєм зрадника кобзона. У 2006 р. присуджено вчену ступінь кандидата історичних наук за спеціальністю «історія України». У 2009 р. отримав диплом доктора філософії.
У 1990-98,2002-2006 рр. депутат Артемівської міської Ради, очолював комісії з культури та справ молоді, по контролю за комунальною властністю, секретар комісії з законності. З 2003 р. керівник Бахмутського Відділення Центру памяткознавства НАН України.
З 1991 року активно виступав проти повернення місту Артемівську його справжного історичного ім'я - БАХМУТ. Як впливова людина (голова комісії депутатів по культурі, молоді, спорту) все зробив, щоб на референумі тільки 24% мешканців проголосували за Бахмут. 
Автор немовірно суперечного прапора Бахмуту. Подав пропозицію, щоб прапор всупереч всім законам геральдики (жодного кольору з гербу!) був двокольоровий - блакитно (кольор Катеринославської губернії) малиновим. Що виглядало, як синьо-червоний прапор радянської УРСР.  Краєзнавці повстали, тому влада прийняла "компромісне рішення" - взяла за базу кольори Татарінова, додала з герба символ солі та зелений кольор. Це на все життя пам'ятка Татарінову.
В 2006 р., через двадцять шість років після завершення аспірантури дослідник захищає дисертацію на тему "Історія гірничої справи, металургії та металообробки доби бронзи Східної України" та отримує ступінь кандидата історичних наук.
У 2010 р. дійсний член Національного комітету IKOMOC(ЮНЕСКО).
Автор та співавтор 49 книг в Україні та ФРН, 280 наукових праць з археології, музеєзнавства, пам'яткознавства, історії місцевого самоврядування, медицини, правоохоронних органів, юдаїки, релігієзнавства (історія православ'я), етнографії, історії промисловості Донбасу Має публікації у наукових часописах СНД, Казахстану, Польщі, Угорщини з питань історії місцевого земського самоврядування.
З 2010 р. ст. викладач кафедри загальнонаукових дисциплін Артемівського факультету, у 2011-15 рр. доцент навчально-наукового професійно-педагогічного інституту УІПА.
З  2014 р. обраний членом-кореспондентом Відділення історії Міжнародної академії (Таразьський університет, Казахстан).
«Почесний краєзнавець Донеччини» НСКУ. Член Спілки археологів України.
У 2005—2010 рр. був членом Донецького Проводу НРУ. З 2010 р. позапартійний.
За допомогу ЗСУ та Першій медроті ім. Пирогова НГУ нагороджений медаллю «За жертовність та любов до України» Патріарха УПЦ-КП Блаженнійшого Філарета.

## Основні публікації
- Терновский В. А., Татаринов С. И., Винк Н. В. Артемовский народный историко-краеведческий музей. — Путеводитель. — Донецк, 1971.[8]
- Татаринов С. И., Терновский В. А. Памятники пионерской славы. — Путеводитель. — Донецк, 1974.[9]
- Татаринов С. И. Общественные музеи города Артемовска. — Путеводитель. — Артемовск, 1990.
- Татаринов С. И. История Артемовска (Бахмута) в событиях и экспонатах. — Путеводитель. — Артемовск, 1991.[10]
- Татаринов С. И., Адамов И. А. Край Бахмутский. Очерки исторического краеведения. — Артемовск, 1992.[11]
- Татаринов С. И. Древний металл Восточной Украины. — Артемовск, 1993.[12]
- Татаринов С. И., Сутковой В. Л. История Бахмутского края. Учебное пособие для 8 — 10 кл. — Артемовск, 1993.[13]
- Татаринов С. И., Сутковой В. Л. История Бахмутского края. ХХ столетие. — Артемовск, 1994.[14]
- Татаринов С. И., Кравец Д. П., Копыл А. Г. Древности Бахмутского края. — Артемовск, 1996.[15]
- Рева А. А., Татаринов С. И., Абрамов М. В. История Бахмута — Артемовска. — Артемовск, 1996.[16]
- Сторожук А. Н., Татаринов С. И., Захарова Н. А., Костенко Е. Г. Связующая нить времен. Очерки истории библиотек. — Артемовск, 1998.[17]
- Бабич Ю. Ф., Татаринов С. И., Кравец Д. П. Год за годом. Очерки истории с. Клиновое. — Артемовск, 1999.[1]
- Татаринов С. И., Семик Ю. А., Федяев С. В. Евреи Бахмута — Артемовска. — Артемовск, 2001.[18]
- Татаринов С. И. Бахмут. Очерки истории. — Артемовск, 2001.[19]
- Лукьянов В. Б., Татаринов С. И. Мал городок — да дорог. — Часов Яр, 2001.[20]
- Татаринов С. И., Посредников В. А., Афанасьева В. В., Федяев С. В. Голоса тысячелетий. Очерки археологии Бахмутского края. — Артемовск, 2001.[21]
- Казаков А. Л., Татаринов С. И., Федяев С. В. От черты оседлости к Холокосту. Артемовск, 2002.[22]
- Татаринов С. И., Федяев С. В., Нарожная Е. В.. На страже правопорядка Бахмута. Артемовск, 2003.[23]
- Бледнов В. П., Завада Л. В., Татаринов С. И. У истоков медицины Донбасса. Артемовск, 2003.[24]
- Татаринов С. И. Древние горняки-металлурги Донбасса. Печатный двор, Артемовск, 2003, 136 стр.
- Татаринов С. И., Федяев С. В., Федотов С. А. Археология Бахмутского края. Артемовск, Печатный двор, 2003, 64 стр.
- Татаринов С. И., Сутковой В. Л. Бахмут казацкий. Артемовск, Печатный двор. 2004, 59 стр.[19]
- Лукьянов В. Б., Татаринов С. И. Часов Яр. Годы войны и труда. Артемовск, 2005, 154 стр.
- Татаринов С. И. Бахмутские казаки. Артемовск.2005, 56 стр.
- Бровкин Л. В., Татаринов С. И., Шаталин А. В. История правоохранительных органов Бахмута- Артемовска. Артемовск, 2007, 80 стр.
- Редактор-составитель, автор очерков. Часов Яр. Созвездие талантов. Биографические очерки. 2007, 80 стр.
- Татаринов С. И., Романенко О. В. Бахмутские казаки. Изд.2-е. Артемовск.2008.86 с.
- Татаринов С. Й. Тутова Н. О. Нариси історії самоврядування у Бахмуті і повіті у 18-20 ст. Артемівськ.2008. 240 c.
- Татаринов С. И., Е. А. Пилипенко, С. А. Федотов. Археология Бахмутского края. Изд.2-е дополненное. Артемовск,2008.
- Дадащов О. С., Татаринов С. Й. Витоки солевидобутку в Донбасі. Артемовск,2008, 86 с.
- Татаринов С. Й., Тутова Н. О. Православ'я Бахмутського краю-погляд крізь століття. Артемовск,2009, 140 с.
- Дадашов О. С., Татаринов С. И. Бахмутский край и Хазарский каганат. 2009, 60 с.
- Енциклопедія міста Часів Яр (укладач, заступник голови редколегії). Артемівськ, 2010, 76 стор.
- В. О. Богуненко, О. С. Дадашов, Н. О. Тутова, С. Й. Татаринов. Нариси етнічної історії Донеччини. Артемівськ,2010, 108 с.
- С. Й. Татаринов, Н. О. Тутова. Історія православ'я Донеччини. Артемівськ,2010. 186 с. з ілюстр.
- К. М. Третьяков, С. Й. Татаринов. Нариси історії економіки та промисловості Донбасу. Артемівськ, 2010. 136 с.
- С. Й. Татаринов, Е. В. Лєвітов. Покровське-найдавніше село Бахмутського краю. Артемівськ, 2010. 72 с.
- Л. В. Завада, С. Й. Татаринов, В. П. Блєднов. Нариси земської медицини Бахмутського повіту. Артемівськ, 2011,82 с.
- К. М. Третьяков, С. И. Татаринов. Часов Яр. Истоки огнеупорной промышленности Украины. Артемовск, 2011, 196 с.+72 табл.илл.
- С. Й. Татаринов, С. А. Федотов. Історія педагогіки та народної освіти Донеччини. Учбовий посібник. Харків, 2012, 120 с.
- С. Й. Татаринов, Н. О. Тутова, П. М. Тутов. Бахмутський край-видатні сторінки історії. Харків,2013, 408 с.
- В. А. Жмурин, С. И. Татаринов. Очерки истории Бахмутского казачества. Донецк, ИД Кальмиус, 2013, 75 с.
- Татаринов С. Й., Голопьовов И. В. Історія промисловості та економіки Донбасу. Учбовий посібник. Харків: Мачулін, 2013, 185 с.[25]
- Татаринов С. И., Федотов С. А. Штетл Бахмут. Феномен еврейского народа в Донбассе. Харьков: Слово, 2013, 185 с.[26]
- Татаринов С. Й., Федотов С. А., Хряпін Е. О. Етнічна історія ПС Дорнбасу. Харків: вуз-книга, 2013, 108 с.
- Татаринов С. И., Степаненко А. Н. История соляной промышленности Донбасса. Донецк: ИД Кальмиус, 2013, 96 с[27].
- Татаринов С. И., Тутова Н. А. Православие Донеччины в 18-20 ст. Донецк, 2014, 234 с.[28]
- Татаринов С. И., Гранкин И. А., Федотов С. А. Штетл Бахмут. Изд.2-е. Донецк, 2014, 186 с[29].
- Татаринов С. Й. Діяльність земства в Донбасі. Харків: Книга мигом, 2015, 407 с.
- Татаринов С. И., Литвиненко М. А. Хазары на Донце в Донбассе. ФРГ: Ламберт, 2015, 140 с.[30]
- Татаринов С. И., Ефимов Д. В. Библиотеки Бахмутского уезда в 18-начале 20 ст. ФРГ: Ламберт, 2015, 60 с.[31]
- С. Й. Татаринов, Н. О. Тутова, П. М. Тутов Бахмутський край — видатні сторінки історії: історико-краєзнавчий нарис: Центр Пам'яткознавства . — Харків: Мачулін, 2013 . — 407 с. [32]
- С. Й. Татаринов. Витоки православ'я Донетччини. Хатків, 2018, 304 с.
- С. Й. Татаринов, о. Лазар, архимандрит, Д. В. Єфімов. Витоки духовної та народної освіти. Харків, 2018, 236с.
- С. Й. Татаринов, Є. А. Пилипенко, Д. В. Єфімов. Донбас — Бахмут. постаті Історії. Харків, 2018, 336 с.
- С. И. Татаринов, О. С. Дадашов. Хазары в Придонцовье. Харьков, 2018, 12 0с.
- С. Й . Татаринов. Давні гірники — металурги Східної України. Харків, 2018, 268 с.